# DSA-504
La DSA-504 es una carretera perteneciente a la Red Secundaria de la Diputación Provincial de Salamanca que une el término municipal de Salamanca con la localidad de El Pino de Tormes.
También pasa por la localidad de Florida de Liébana.

## Recorrido
La carretera DSA-504 tiene su origen en el límite entre los Términos municipales de Salamanca y Doñinos de Salamanca, y termina en El Pino de Tormes, formando parte de la Red de carreteras de Salamanca.
| Salamanca (Continuación de Carretera de Pino de Tormes ) - El Pino de Tormes | Salamanca (Continuación de Carretera de Pino de Tormes ) - El Pino de Tormes | Salamanca (Continuación de Carretera de Pino de Tormes ) - El Pino de Tormes | Salamanca (Continuación de Carretera de Pino de Tormes ) - El Pino de Tormes | Salamanca (Continuación de Carretera de Pino de Tormes ) - El Pino de Tormes | Salamanca (Continuación de Carretera de Pino de Tormes ) - El Pino de Tormes | Salamanca (Continuación de Carretera de Pino de Tormes ) - El Pino de Tormes | Salamanca (Continuación de Carretera de Pino de Tormes ) - El Pino de Tormes | Salamanca (Continuación de Carretera de Pino de Tormes ) - El Pino de Tormes | Salamanca (Continuación de Carretera de Pino de Tormes ) - El Pino de Tormes | Salamanca (Continuación de Carretera de Pino de Tormes ) - El Pino de Tormes |
| Esquema                                                                      | PK                                                                           | Sentido El Pino de Tormes                                                    | Sentido El Pino de Tormes                                                    | Sentido El Pino de Tormes                                                    | Sentido El Pino de Tormes                                                    | Sentido Salamanca                                                            | Sentido Salamanca                                                            | Sentido Salamanca                                                            | Sentido Salamanca                                                            | Incidencias                                                                  |
| Esquema                                                                      | PK                                                                           | Velocidad                                                                    | Elemento                                                                     | Salida                                                                       | Salida                                                                       | Salida                                                                       | Salida                                                                       | Elemento                                                                     | Velocidad                                                                    | Incidencias                                                                  |
| Esquema                                                                      | PK                                                                           | Velocidad                                                                    | Elemento                                                                     | Dir.                                                                         | Nombre                                                                       | Nombre                                                                       | Dir.                                                                         | Elemento                                                                     | Velocidad                                                                    | Incidencias                                                                  |
| ---------------------------------------------------------------------------- | ---------------------------------------------------------------------------- | ---------------------------------------------------------------------------- | ---------------------------------------------------------------------------- | ---------------------------------------------------------------------------- | ---------------------------------------------------------------------------- | ---------------------------------------------------------------------------- | ---------------------------------------------------------------------------- | ---------------------------------------------------------------------------- | ---------------------------------------------------------------------------- | ---------------------------------------------------------------------------- |
|                                                                              | 0,0                                                                          |                                                                              |                                                                              | Carretera de Pino de Tormes Todas direcciones                                | Carretera de Pino de Tormes Todas direcciones                                | Carretera de Pino de Tormes Todas direcciones                                | Carretera de Pino de Tormes Todas direcciones                                |                                                                              |                                                                              |                                                                              |
|                                                                              | 0,3                                                                          |                                                                              |                                                                              |                                                                              | Polígono industrial                                                          | Polígono industrial                                                          |                                                                              |                                                                              |                                                                              |                                                                              |
|                                                                              | 1,3                                                                          |                                                                              |                                                                              | Santibáñez del Río                                                           | Santibáñez del Río                                                           | Santibáñez del Río                                                           | Santibáñez del Río                                                           |                                                                              |                                                                              |                                                                              |
|                                                                              | 2,8                                                                          |                                                                              |                                                                              |                                                                              | Villamayor                                                                   | Villamayor                                                                   |                                                                              |                                                                              |                                                                              |                                                                              |
|                                                                              | 2,8                                                                          | Argentina                                                                    |                                                                              |                                                                              |                                                                              |                                                                              |                                                                              |                                                                              |                                                                              |                                                                              |
|                                                                              | 6,4                                                                          |                                                                              |                                                                              | Urb. La Florida                                                              | Urb. La Florida                                                              | Urb. La Florida                                                              | Urb. La Florida                                                              |                                                                              |                                                                              |                                                                              |
|                                                                              | 7,1                                                                          |                                                                              |                                                                              | Urb. La Florida                                                              | Urb. La Florida                                                              | Urb. La Florida                                                              | Urb. La Florida                                                              |                                                                              |                                                                              |                                                                              |
|                                                                              | 8,1                                                                          |                                                                              |                                                                              | FLORIDA DE LIÉBANA                                                           | FLORIDA DE LIÉBANA                                                           | FLORIDA DE LIÉBANA                                                           | FLORIDA DE LIÉBANA                                                           |                                                                              |                                                                              |                                                                              |
|                                                                              | 8,2                                                                          |                                                                              |                                                                              | Villaselva Parada de Arriba                                                  | Villaselva Parada de Arriba                                                  | Villaselva Parada de Arriba                                                  | Villaselva Parada de Arriba                                                  |                                                                              |                                                                              |                                                                              |
|                                                                              | 8,6                                                                          |                                                                              |                                                                              | FLORIDA DE LIÉBANA                                                           | FLORIDA DE LIÉBANA                                                           | FLORIDA DE LIÉBANA                                                           | FLORIDA DE LIÉBANA                                                           |                                                                              |                                                                              |                                                                              |
|                                                                              | 11,1                                                                         |                                                                              |                                                                              | EL PINO DE TORMES                                                            | EL PINO DE TORMES                                                            | EL PINO DE TORMES                                                            | EL PINO DE TORMES                                                            |                                                                              |                                                                              |                                                                              |
|                                                                              | 11,330                                                                       |                                                                              |                                                                              |                                                                              | Centro Urbano                                                                | Centro Urbano                                                                | Centro Urbano                                                                |                                                                              |                                                                              |                                                                              |
|                                                                              | 11,330                                                                       | Almenara de Tormes                                                           |                                                                              |                                                                              |                                                                              |                                                                              |                                                                              |                                                                              |                                                                              |                                                                              |